# Plastie du frein
La plastie du frein, appelée aussi frénuloplastie ou frénulectomie, est une opération bénigne du frenulum (ou frein du pénis).
Lorsque le frenulum est trop court, celui-ci peut empêcher la rétraction du prépuce sur le gland et donc poser un problème lors des rapports sexuels. Si le patient tente une rétraction forcée du prépuce, il peut aussi y avoir rupture du frein.
La plastie du frenulum consiste donc à supprimer partiellement, ou à rallonger par ajout de silicone, le frenulum. Cette procédure peut être effectuée sous anesthésie locale.